# Trace Adkins
Trace Adkins (* jako Tracy Darrell Adkins; 13. ledna 1962, Sarepta, Louisiana, USA) je americký zpěvák, kytarista a občasný herec. Čtyřikrát byl nominován na cenu Grammy, kterou zatím ani jednou nezískal. Jako herec se představil například ve filmech Útočiště hrůzy (2008), Obhájce (2011) a Moms' Night Out (2014).

## Diskografie

### Studiová alba
- 1996: Dreamin' Out Loud
- 1997: Big Time
- 1999: More...
- 2001: Chrome
- 2003: Comin' On Strong
- 2005: Songs About Me
- 2006: Dangerous Man
- 2008: X
- 2010: Cowboy's Back in Town
- 2011: Proud to Be Here
- 2013: Love Will…
- 2017: Something's Going On